# Черняхівська волость (Житомирський повіт)
Черняхівська волость — адміністративно-територіальна одиниця Житомирського повіту Волинської губернії з центром у містечку Черняхів.
Станом на 1885 рік складалася з 16 поселень, 13 сільських громад. Населення — 8434 особи (4163 чоловічої статі та 4271 — жіночої), 708 дворових господарств.
|                     | Площа, десятин | У тому числі орної, дес. |
| ------------------- | -------------- | ------------------------ |
| Сільських громад    | 11783          | 9760                     |
| Приватної власності | 8923           | 3415                     |
| Казенної власності  | —              | —                        |
| Іншої власності     | 194            | 105                      |
| Загалом             | 20900          | 13280                    |

Основні поселення волості:
- Черняхів — колишнє власницьке містечко за 22 верст від повітового міста, 1099 осіб, 130 дворів, православна церква, каплиця, синагога, 2 єврейських молитовних будинки, школа, богодільня, базари, 13 ярмарків на рік. За 8 верст — винокурний завод Верболд.
- Вереси — колишнє власницьке село, 1093 особи, 90 дворів, православна церква, постоялий будинок.
- Вишпіль — колишнє власницьке село, 278 осіб, 42 двори, молитовний будинок, школа, постоялий будинок.
- Зороків — колишнє власницьке село, 426 осіб, 60 дворів, православна церква, школа, постоялий будинок.
- Кам'янка — колишнє власницьке село, 180 осіб, 25 дворів, православна церква, постоялий будинок, смоляний завод.
- Клітище — колишнє власницьке село, 453 особи, 54 двори, школа, постоялий будинок.
- Некраші — колишнє власницьке село, 426 особи, 54 двори, постоялий будинок.